# صلبة (عين)

وصف لتشريح العين البشرية.

الصُّلْبَة (بالإنجليزية: sclera)‏ والتي تعرف أيضًا باسم بياض العين هي طبقة ليفية معتمة خارجية لحماية العين تحتوي على كولاجين وألياف مرنة.

## أصل التسمية
يرجع أصل التسمية العربية بحسب حنين بن إسحق إلى كونها صلبة جاسئة بحسب وصفه في كتابه «المسائل في العين» وكتابه «المقالات العشر».